# Acanthocreagris zoiai
Acanthocreagris zoiai är en spindeldjursart som beskrevs av Giulio Gardini 1998. Acanthocreagris zoiai ingår i släktet Acanthocreagris och familjen helplåtklokrypare. Inga underarter finns listade i Catalogue of Life.